# Diocesi di Nyahururu
La diocesi di Nyahururu (in latino Dioecesis Nyahururensis) è una sede della Chiesa cattolica in Kenya suffraganea dell'arcidiocesi di Nyeri. Nel 2023 contava 317.000 battezzati su 938.256 abitanti. È retta dal vescovo Joseph Ndembu Mbatia.

## Territorio
La diocesi comprende la contea di Nyandarua e la parte occidentale della contea di Laikipia, in Kenya.
Sede vescovile è la città di Nyahururu, dove si trova la cattedrale di Maria Immacolata.
Il territorio è suddiviso in 36 parrocchie.

## Storia
La diocesi è stata eretta il 5 dicembre 2002 con la bolla Nuper est petitum di papa Giovanni Paolo II, ricavandone il territorio dall'arcidiocesi di Nyeri.

## Cronotassi dei vescovi
Si omettono i periodi di sede vacante non superiori ai 2 anni o non storicamente accertati.
- Luigi Paiaro (5 dicembre 2002 - 24 dicembre 2011 ritirato)
- Joseph Ndembu Mbatia, dal 24 dicembre 2011

## Statistiche
La diocesi nel 2023 su una popolazione di 938.256 persone contava 317.000 battezzati, corrispondenti al 33,8% del totale.
| anno | popolazione | popolazione | popolazione | presbiteri | presbiteri | presbiteri | presbiteri                | diaconi | religiosi | religiosi | parrocchie |
| anno | battezzati  | totale      | %           | numero     | secolari   | regolari   | battezzati per presbitero | diaconi | uomini    | donne     | parrocchie |
| ---- | ----------- | ----------- | ----------- | ---------- | ---------- | ---------- | ------------------------- | ------- | --------- | --------- | ---------- |
| 2002 | 181.632     | 672.918     | 27,0        | 26         | ?          | ?          | 6.985                     |         | 44        | 33        | 26         |
| 2003 | 181.632     | 672.918     | 27,0        | 29         | 26         | 3          | 6.263                     |         | 47        | 33        | 26         |
| 2004 | 181.632     | 672.918     | 27,0        | 29         | 26         | 3          | 6.263                     |         | 47        | 33        | 26         |
| 2013 | 359.000     | 1.125.000   | 31,9        | 56         | 53         | 3          | 6.410                     | 2       | 3         | 72        | 32         |
| 2016 | 279.483     | 939.898     | 29,7        | 63         | 59         | 4          | 4.436                     |         | 4         | 83        | 32         |
| 2019 | 291.748     | 990.980     | 29,4        | 76         | 71         | 5          | 3.838                     |         | 5         | 84        | 35         |
| 2021 | 305.000     | 1.044.100   | 29,2        | 75         | 72         | 3          | 4.066                     |         | 3         | 73        | 35         |
| 2023 | 317.000     | 938.256     | 33,8        | 108        | 105        | 3          | 2.935                     |         | 3         | 73        | 36         |